# Argyro
Argyro (griechisch Αργυρώ) ist ein griechischer weiblicher Vorname mit der Bedeutung „Silber“ (άργυρος), die Silberne.

## Namenstag und Herkunft
Als Namenstag gilt der 30. April, der Todestag der Heiligen Argyre (1689/90–1725), einer Märtyrerin aus Bursa.

## Varianten
Von diesem Namen abgeleitet sind die Männernamen Argiro (spanisch), Argyros (griechisch), Argyris (griechisch).

## Namensträger
Namensträger sind folgende Personen:
Argyro
- Argyro Strataki (* 1975), griechische Siebenkämpferin

Argironeugriechisch άργυρος
- Argiro Zapata (* 1971), kolumbianischer Radrennfahrer